# کارلین مالنی
کارلین مالنی (به انگلیسی: Carolyn Maloney) نمایندهٔ حوزه انتخابیه دوازدهم نیویورک از حزب دموکرات ایالات متحده آمریکا در مجلس نمایندگان ایالات متحده آمریکا است که برای نخستین‌بار در ۱۷ ژانویه ۱۹۹۳ میلادی به‌عضویت این مجلس درآمد.